# Dicke Eiche (Eisenach-Berteroda)

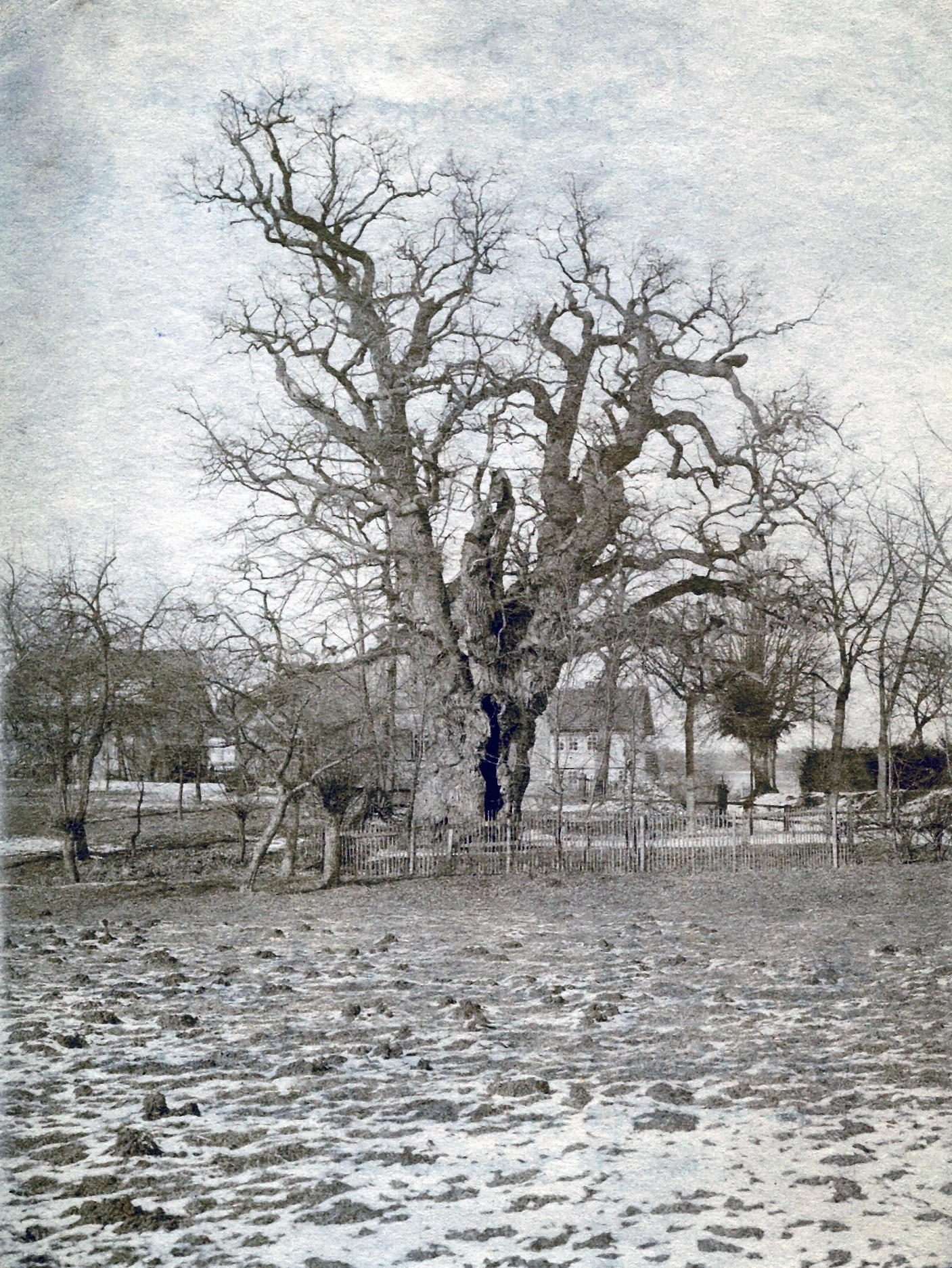
Ansicht um 1900 (Stadtarchiv Eisenach)

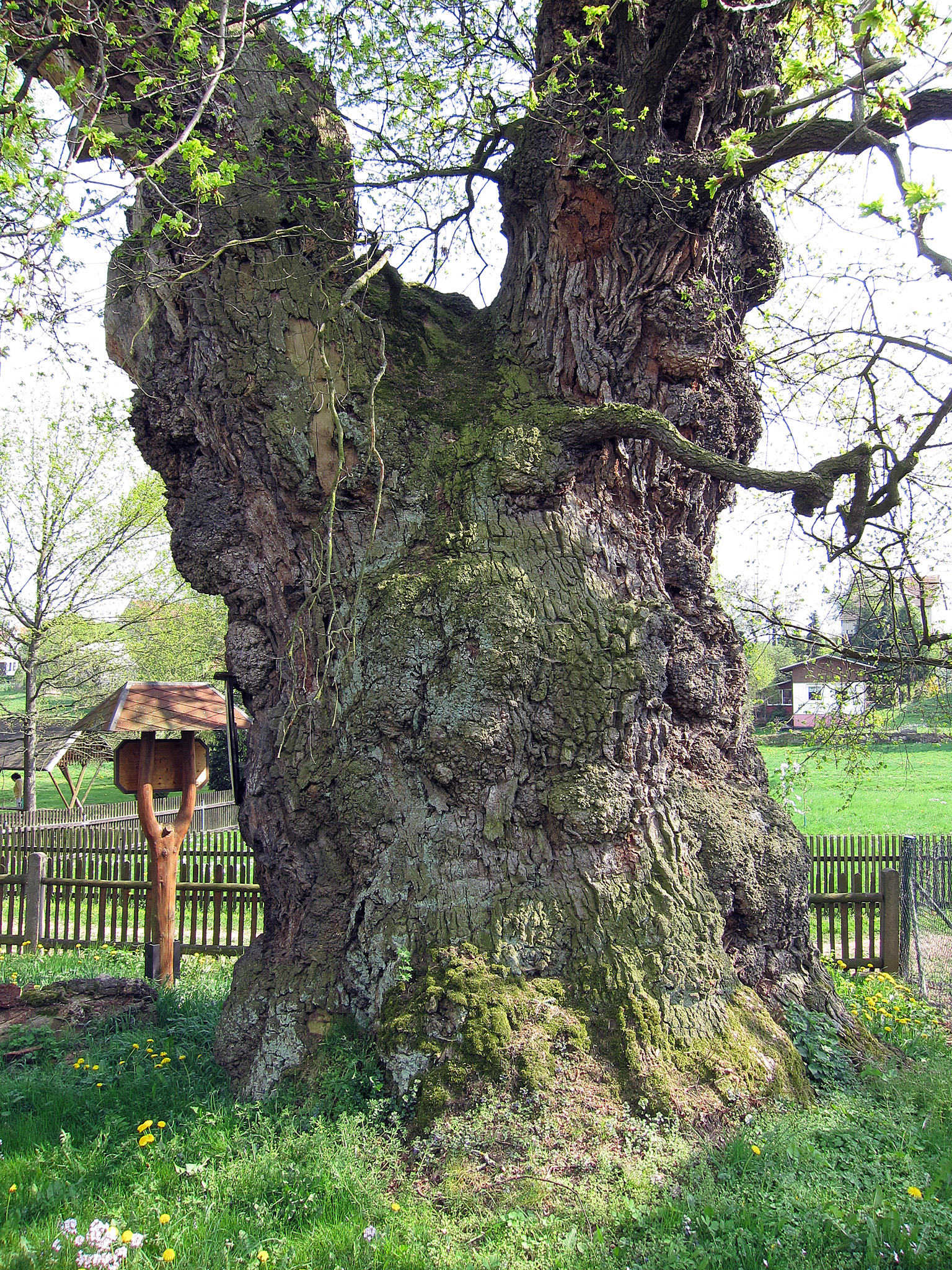
Stammansicht

Die Dicke Eiche befindet sich in der Ortslage des Eisenacher Stadtteils Berteroda.
Die Dicke Eiche gilt als das Wahrzeichen von Berteroda und wurde bereits seit den 1930er Jahren als Naturdenkmal geschützt.
Der Baum ist eine 16 m hohe „1000-jährige“ Stieleiche. Im Jahr 1999 maß der Umfang des Stammes, gemessen in Brusthöhe, 10,04 Meter.
Weitere Messungen des Umfangs in Brusthöhe ergaben:
| Jahr | Stammumfang |
| ---- | ----------- |
| 1917 | 8,50 m      |
| 1935 | 9,00 m      |
| 1986 | 9,90 m      |
| 1999 | 10,04 m     |
| 2013 | 10,06 m     |

Die Zunahme des Stammumfangs beruht auf einer 1912 erfolgten Hohlraumverfüllung mit Steinen und Gussmörtel, diese hatte einen Vertikalriß zur Folge und eine scheinbare Vergrößerung des Umfangs, es liegt somit keine Doppelstämmigkeit vor. Dicke und wulstige Wucherungen im unteren Stammabschnitt (Borkenabsonderungen) behindern ebenfalls das exakte Vermessen.
Um diesen Baum-Veteranen in seiner Vitalität zu stärken, werden regelmäßig Kontrollen am Baum durchgeführt, diese sollen Gefahrenstellen durch auftretende Fäulnisstellen oder Pilzbefall frühzeitig entdecken. Die Stammfußbereiche des Baumes wurden durch einen Lattenzaun provisorisch vor möglichen Trittschäden geschützt. In unmittelbarer Nähe des Baumes befinden sich ein kleiner Teich und ein Wasserlauf, welche den Grundwasserspiegel auch in besonders trockenen Sommern ausgleichen können.
Die günstigen Wachstumsbedingungen für den Baum, auch der seit Jahrzehnten vorhandene Schutzstatus und die kulturelle Bedeutung für den Ort ließen diese einstige Huteiche bis in heutige Zeit überdauern.
Zu ihrer Ehrung haben die Bürger des Ortes eine Tafel am Stamm angebracht:

„Du Eiche hältst seit 1000 Jahren dem Dorf die Treu in Leid und Freud.

Berteroda wird Dir Achtung wahren – in Liebe, Fleiß und Einigkeit.“

Ende Juli 2012 brach ein größeres Teilstück der Eiche vom Hauptstamm ab.

## Galerie

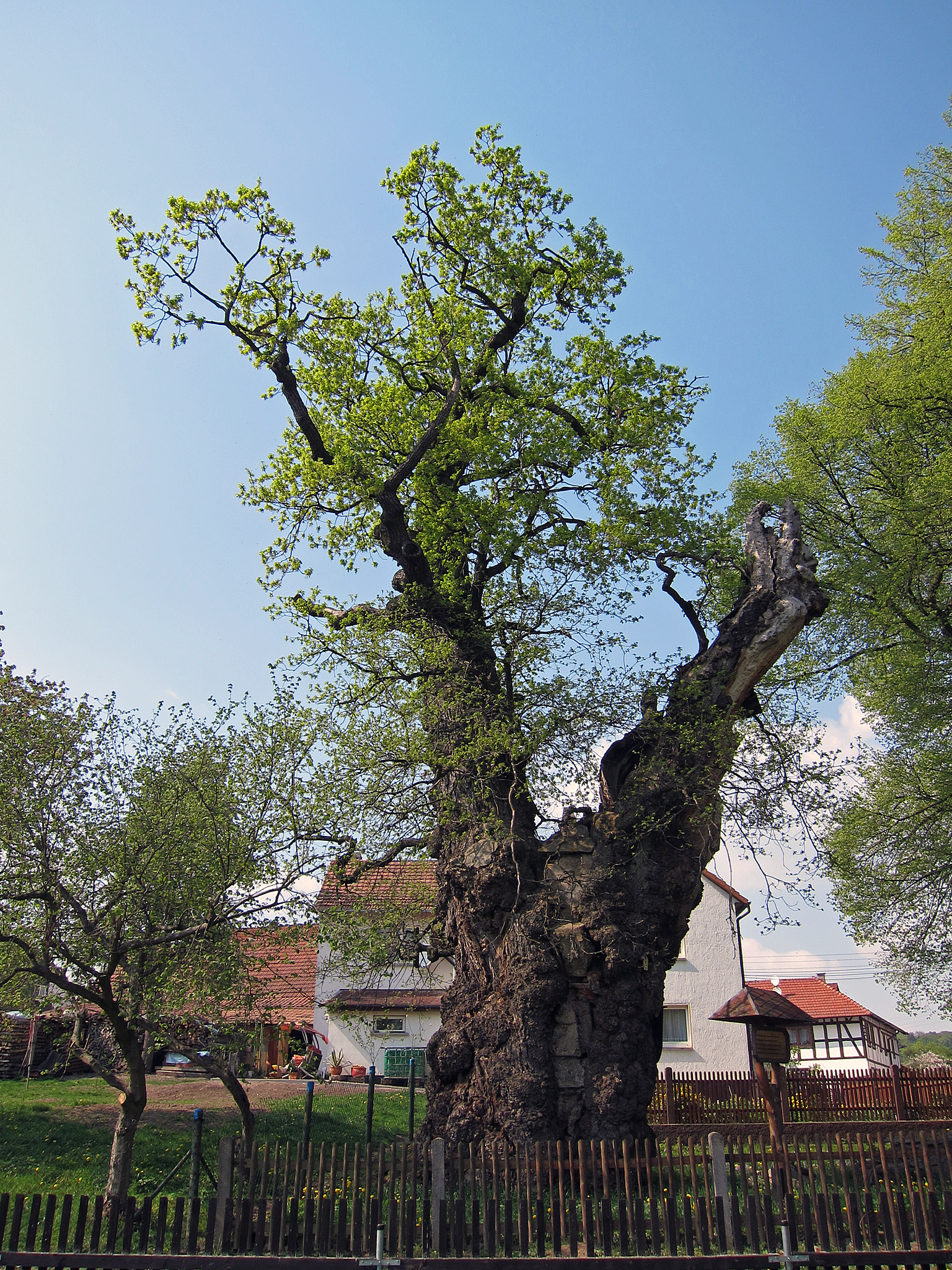
Ansicht 2011
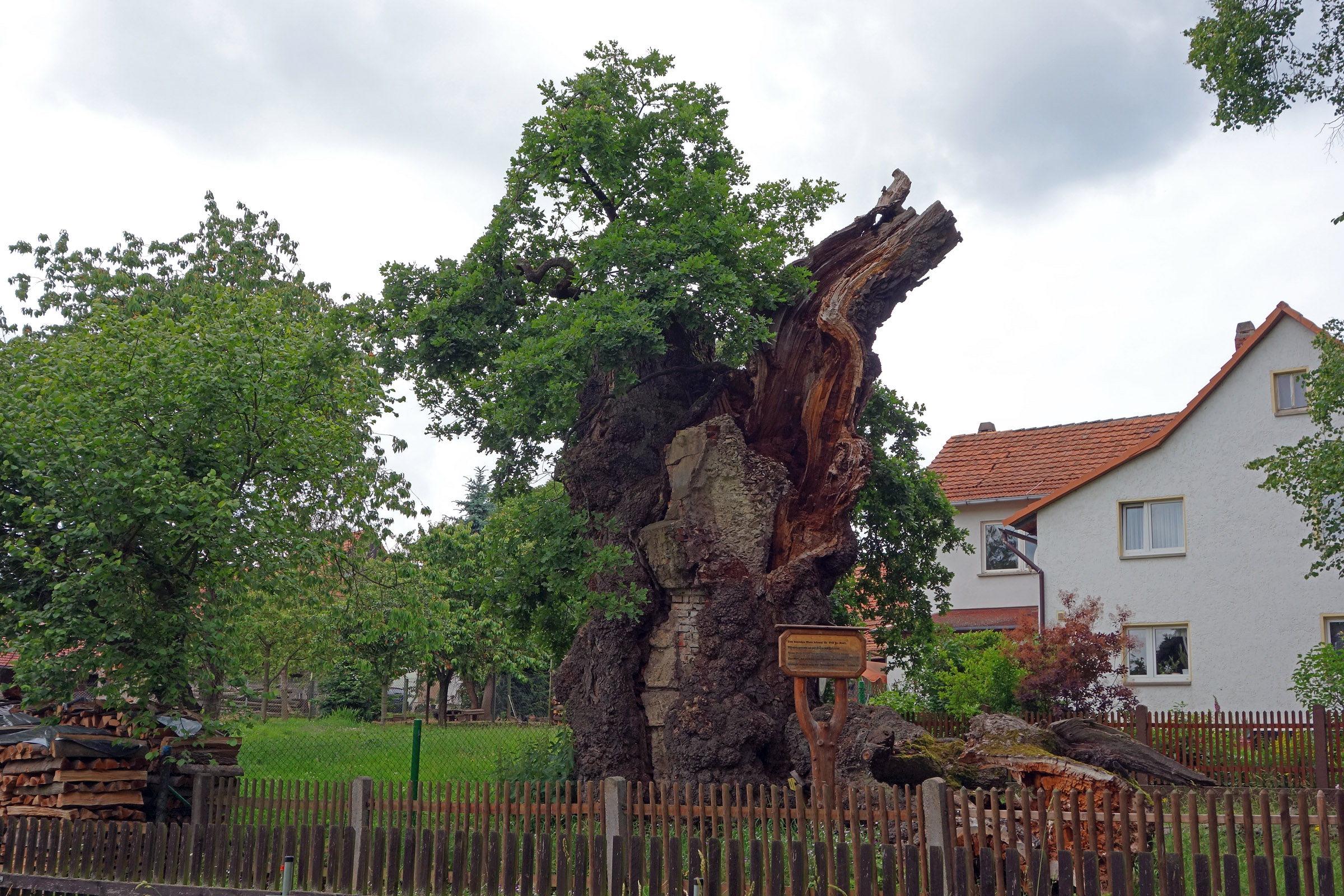
Ansicht 2013
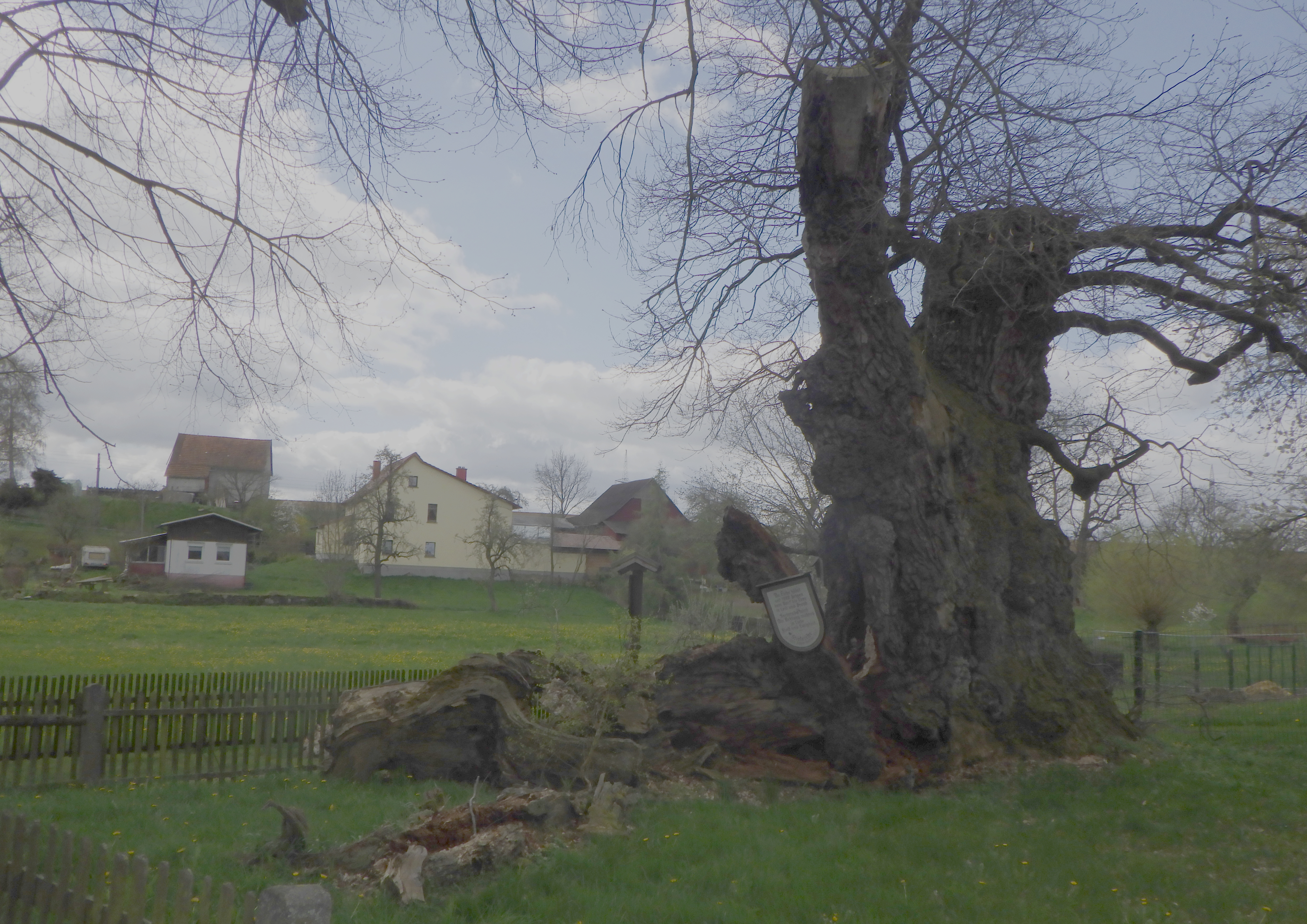
Ansicht 2023